# Kolozsvári rakott káposzta
Kolozsvári rakott káposzta (kapusta po koloszwarsku) – węgierska potrawa pochodząca z Siedmiogrodu, sporządzana zasadniczo z kapusty kwaszonej i mielonego mięsa, z dodatkiem ryżu, cebuli, śmietany i boczku lub kiełbasy, uważana za jedną z najlepszych pieczonych potraw, którą można szybko przygotować w dużych ilościach.

## Historia
Po raz pierwszy przepis na potrawę tego typu pojawił się w pierwszej książce kucharskiej w języku węgierskim wydanej w 1695 r. przez Miklósa Tótfalusiego Kisa. 
Według jednej z wersji, ta siedmiogrodzka potrawa nie pochodzi z Koloszwaru, ale z Waradyna. Znana węgierska dziewiętnastowieczna śpiewaczka operowa Róza Déryné Széppataki, która przyczyniła się do wprowadzenia i popularyzacji przedstawień operowych w Koloszwarze, została pewnego dnia zaproszona przez podżupana Károlya Hajdú do Waradyna. Urzędnik wraz ze swym kucharzem przygotował wspaniały posiłek, korzystając z bogatej, siedmiogrodzkiej sztuki kulinarnej. Duży miedziany garnek wyłożony został tłustą skórką wieprzową, na to położono kiszoną kapustę wraz z innymi smacznymi produktami: kurczakiem, wieprzowiną, krążkami kiełbasy, szynką i schabem i wszystko razem ugotowano. Śpiewaczce tak zasmakowała ta potrawa, że zjadła trzy porcje, co w owym czasie nie było właściwe dla szanowanej kobiety. Spisała przepis i wzięła ze sobą do domu, do Pesztu. Oryginalny przepis, nawet jeśli został zmodyfikowany, od tego czasu wzbogaca i tak bogatą kuchnię węgierską. 
Kapusta po koloszwarsku znalazła się w menu wielu restauracji, urozmaicona smażonym boczkiem lub kiełbasą. Istnieje też wiele, dziś już prawie zapomnianych sposobów jej przyrządzania, a wśród nich doprawiana szafranem, imbirem i majerankiem.